# Византијски комонвелт
Византијски комонвелт јесте термин који су сковали историчари током 20. столећа. Односи се на област на којој је постојан византијски утицај (византијска литургијска и културна традиција) проширен током средњег века од стране мисионара Источног римског царства. Ова област покрива приближно данашње државе: Грчку, Кипар, Северну Македонију, Бугарску, Србију, Црну Гору, Румунију, Молдавију, Украјину, Белорусију, југозападна Русију и Грузију.

## Модел Оболенски
Најважније научну обраду концепта представља студија Димитрија Оболенског Византијска комонвелт. У својој књизи Шест византијских портрета он је описивао живот и дела шест особа које се помињу у Византијском комонвелту. Он је такође описао комонвелт као међународну заједницу у сфери власти византијског цара, повезану истим исповедањем православног хришћанства, и која прихвата принципе романско-византијског права.
Поједини научници тврде да сложена и комплекса динамика документоване културне размене ИРЦ и других народа није била усклађеа са теоријом да је Константинопољ био супериорно језгро, док су они на периферији разумели своју маргиналну позицију и само имитирали своје надређене.
Уместо византијског комонвелта, историчар Кристијан Рафенспергер је предложио да се користи термин „византијски идеал”.